# Cladolejeunea aberrans
Cladolejeunea aberrans är en bladmossart som först beskrevs av Franz Stephani, och fick sitt nu gällande namn av Zwickel. Cladolejeunea aberrans ingår i släktet Cladolejeunea och familjen Lejeuneaceae. IUCN kategoriserar arten globalt som starkt hotad.
Artens utbredningsområde är Tanzania. Inga underarter finns listade i Catalogue of Life.